# Karl Grünner
Karl Grünner (* 30. Dezember 1932 in Linz; † 22. Oktober 2003 ebenda) war ein oberösterreichischer, sozialdemokratischer Politiker.

## Leben
Grünner besuchte nach der Matura im Jahr 1953 die Bundeslehrer-Bildungsanstalt und war dann als Volks- und Hauptschullehrer in Linz und Linz-Land tätig. Seine politische Laufbahn begann 1954, als er neben seinem Lehrberuf für die sozialdemokratische Partei tätig wurde, wo er sich im Bildungsbereich engagierte. Er wurde zuerst Junglehrervertreter im Sozialistischen Lehrerverein. Nebenbei studierte er Psychologie an der Universität Wien. Dieses Studium schloss er 1966 mit dem Dr. phil. ab. Nach seiner Promotion war er als Schulpsychologe und Gymnasiallehrer tätig. Schließlich wurde er Obmann-Stellvertreter im Sozialistischen Lehrerverein Oberösterreichs, Obmann-Stellvertreter der SPÖ-Sektion Andreas-Hofer-Platz.
Im Jahr 1973 wurde er in den oberösterreichischen Landtag gewählt, ab 1978 war er Obmann-Stellvertreter der SPÖ Bezirksorganisation Linz-Land und Landesbildungsobmann.
Seine Zuständigkeiten im Landtag waren in der Zeit von 1979 bis 1982 u. a. Naturschutz, Gesundheitswesen, Preisüberwachung und Gemeindeangelegenheiten. Er war bereits amtierender Landesrat, als er Landeshauptmann-Stellvertreter wurde, diese Funktion übte er von Oktober 1982 bis Oktober 1993 aus (Landesregierung Ratzenböck II, III, IV).
Grünner galt als konziliant, entgegenkommend und offen. 1993 schied er aus der Politik aus.
Ein besonderes Anliegen war ihm das soziale, wirtschaftliche und gesellschaftspolitische Leben in Linz und er setzte sich speziell für Landesförderungen zur Errichtung der Linzer Eissporthalle und den Stadionumbau ein.

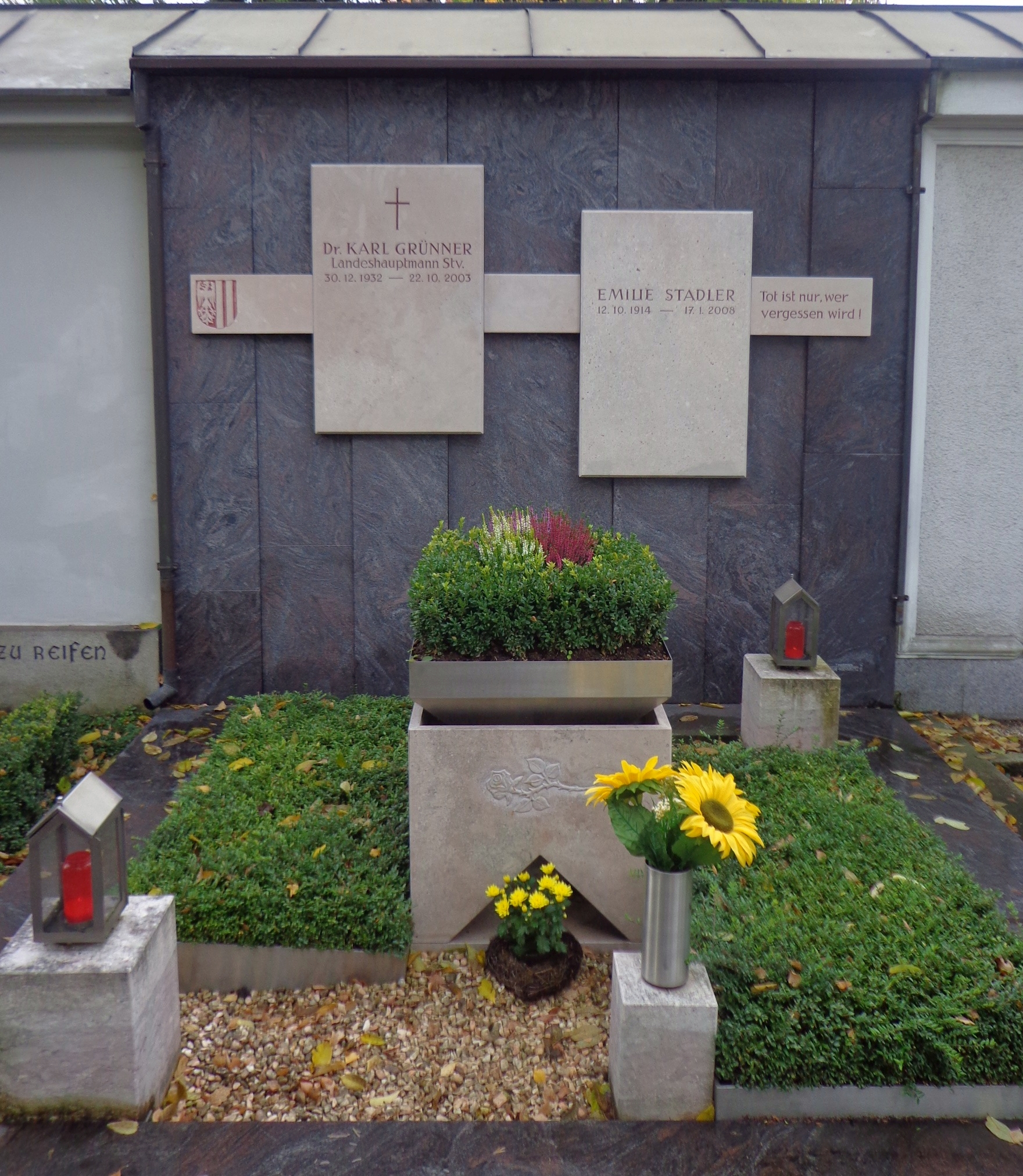
St. Barbara-Friedhof Linz – Grab von Landesrat Karl Grünner

Grünner starb am 22. Oktober 2003 nach langem, schwerem Leiden. Der zeit seines Lebens unverheiratete Politiker wurde in einem Ehrengrab am Linzer St. Barbara-Friedhof beigesetzt.
Grünner war seit 1980 Mitglied der Freimaurerloge Johannes Kepler.

## Auszeichnungen (Auswahl)
- 1984 Ehrenring der Stadt Linz
- 1986 Ehrenbürger der Gemeinde Perwang am Grabensee
- 1991 Sportehrenzeichen der Stadt Linz
- 1993 Großes Goldenes Ehrenzeichen des Landes Oberösterreich